# Interlaken (Nueva Jersey)
Interlaken es un borough ubicado en el condado de Monmouth en el estado estadounidense de Nueva Jersey. En el año 2010 tenía una población de 820 habitantes y una densidad poblacional de 820 personas por km².

## Geografía
Interlaken se encuentra ubicado en las coordenadas 40°14′8″N 75°0′54″O / 40.23556, -75.01500.

## Demografía
Según la Oficina del Censo en 2000 los ingresos medios por hogar en la localidad eran de $82,842 y los ingresos medios por familia eran $104,618. Los hombres tenían unos ingresos medios de $81,203 frente a los $59,063 para las mujeres. La renta per cápita para la localidad era de $47,307. Alrededor del 3% de la población estaba por debajo del umbral de pobreza.